# Melinda pavida
Melinda pavida este o specie de muște din genul Melinda, familia Calliphoridae. A fost descrisă pentru prima dată de Robineau-desvoidy în anul 1863.
Este endemică în Franța. Conform Catalogue of Life specia Melinda pavida nu are subspecii cunoscute.